# Tepilia orbigera
Tepilia orbigera är en fjärilsart som beskrevs av Herrich-Schäffer 1856. Tepilia orbigera ingår i släktet Tepilia och familjen silkesspinnare. Inga underarter finns listade i Catalogue of Life.